# 폴스키 세노베츠
Polski Senovets (불가리아어:Полски Сеновец(폴스키 세노베즈 ))는 불가리아 북동부에 위치한 마을로, 인구는 770명(2020년 1월 기준), 높이는 125m이다.

## 역사
폴스키 세노베츠 주변 지역에는 사르니차, 글로가, 두나블리 및 수반지크노이와 같은 몇 개의 작은 마을이 있었지만 15세기에 작은 마을들은 폴스키 세노베츠와 연합했다. 또한, 정교회 성전 "테오도르 스트라틸라트 성당"은 1836년에서 1837년 사이에 지어졌으며 1847년에 첫 번째 교회학교가 실시되었고 1883년경 연극 활동이 시작되었으며, 1949년에 노동 협동 농장이 설립되었다.

## 갤러리

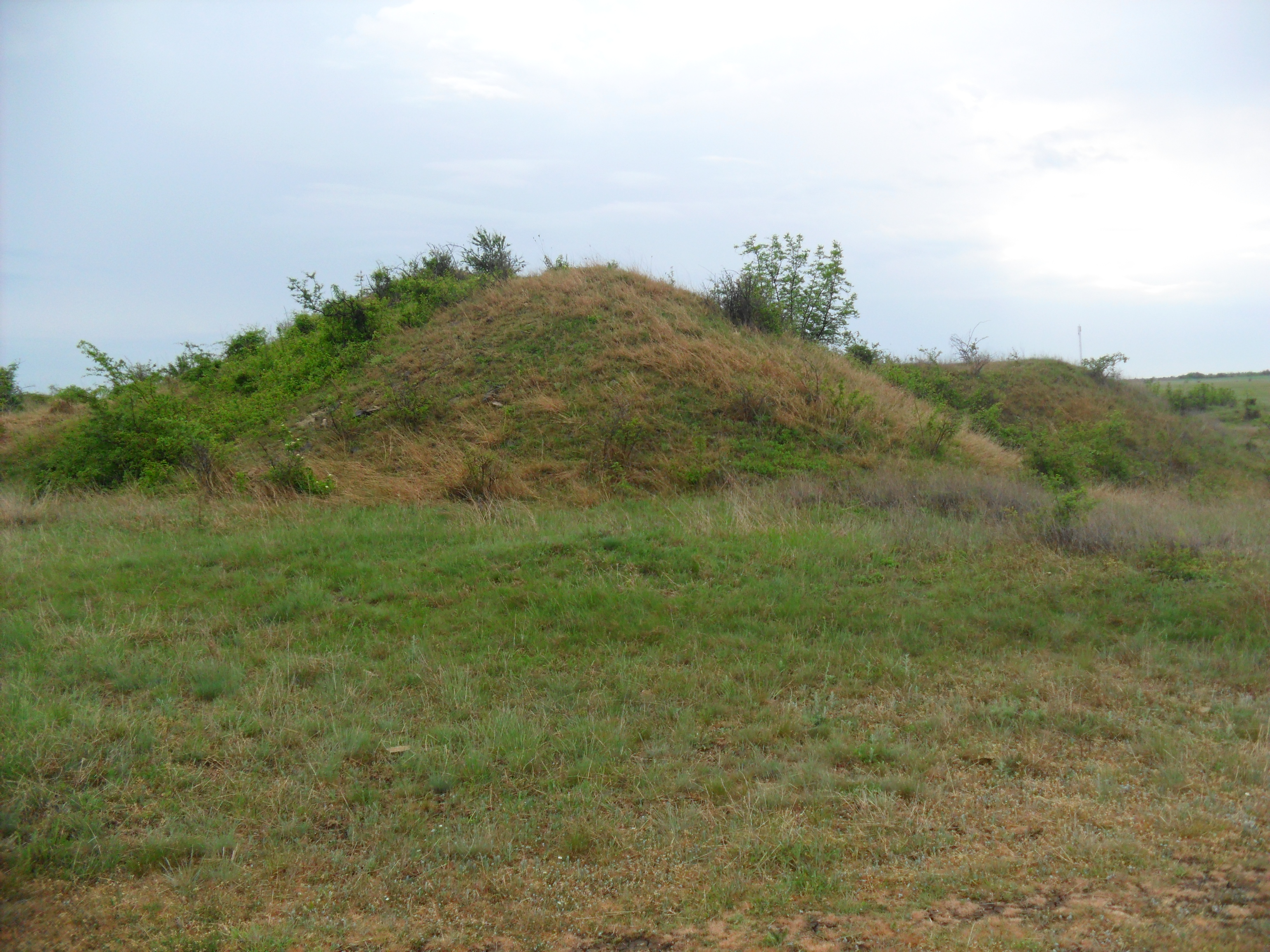
제방
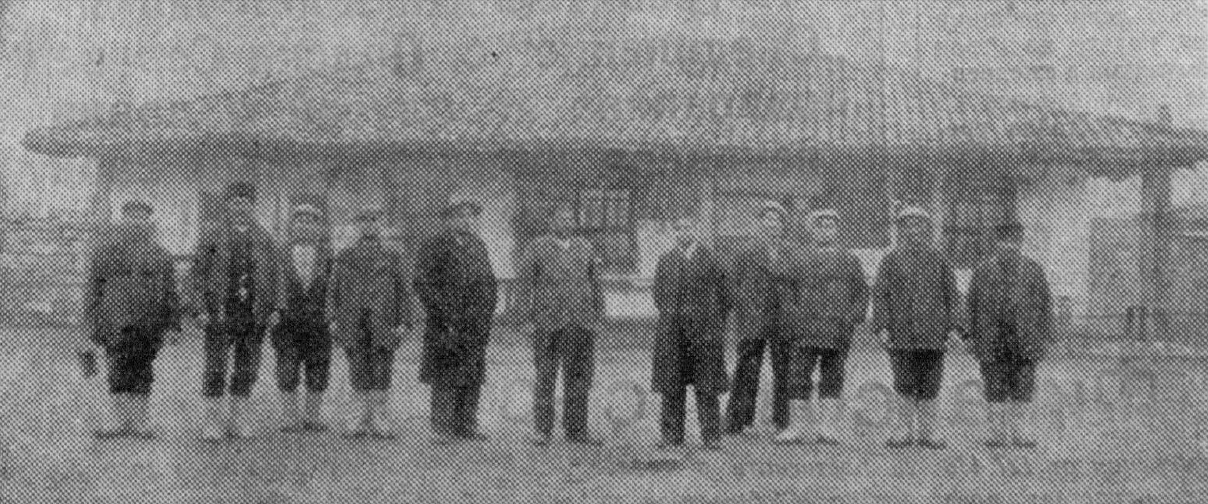
소비자 협력 재단
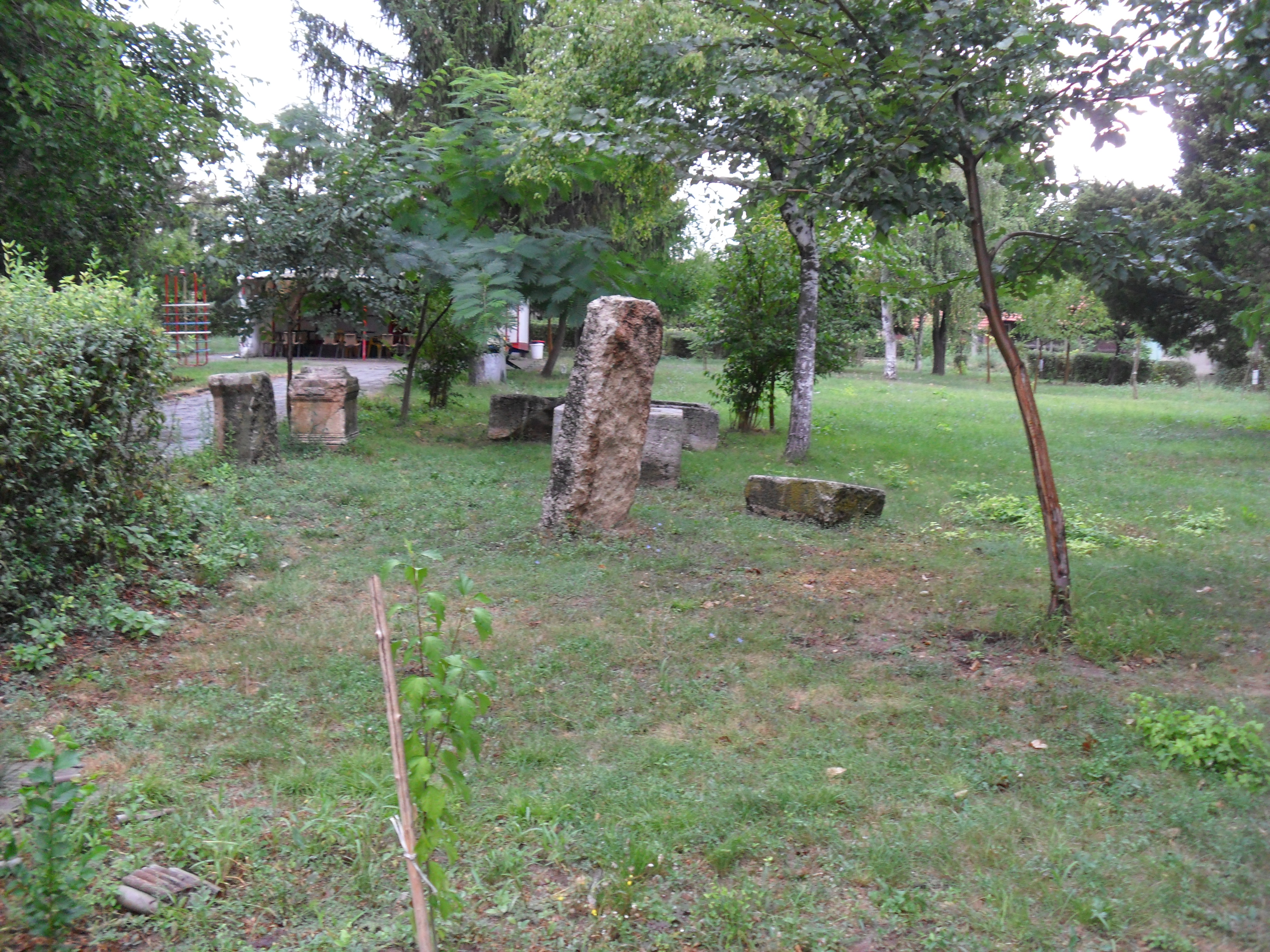
고고학 발견
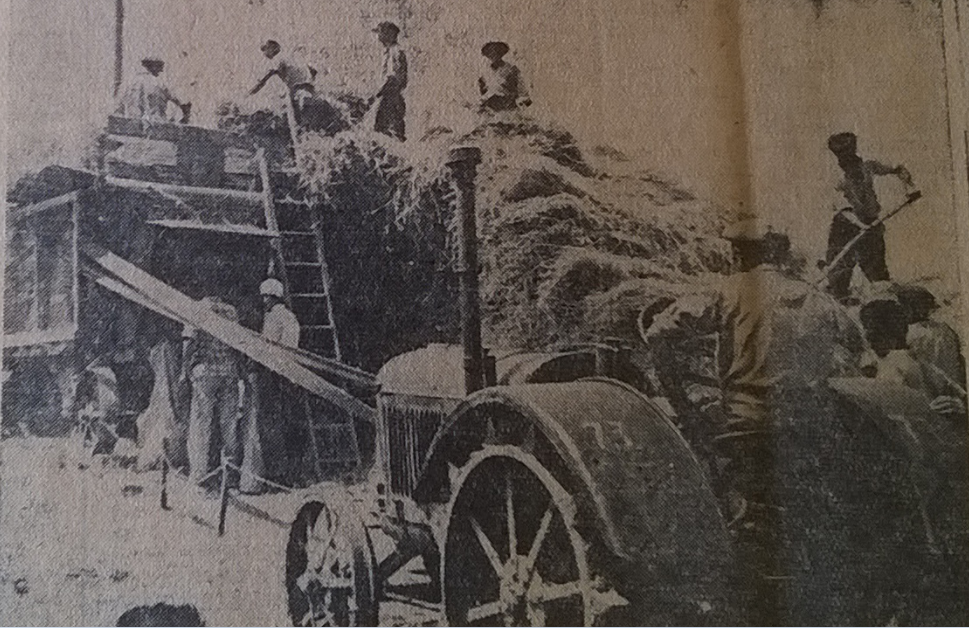
가을의 천둥
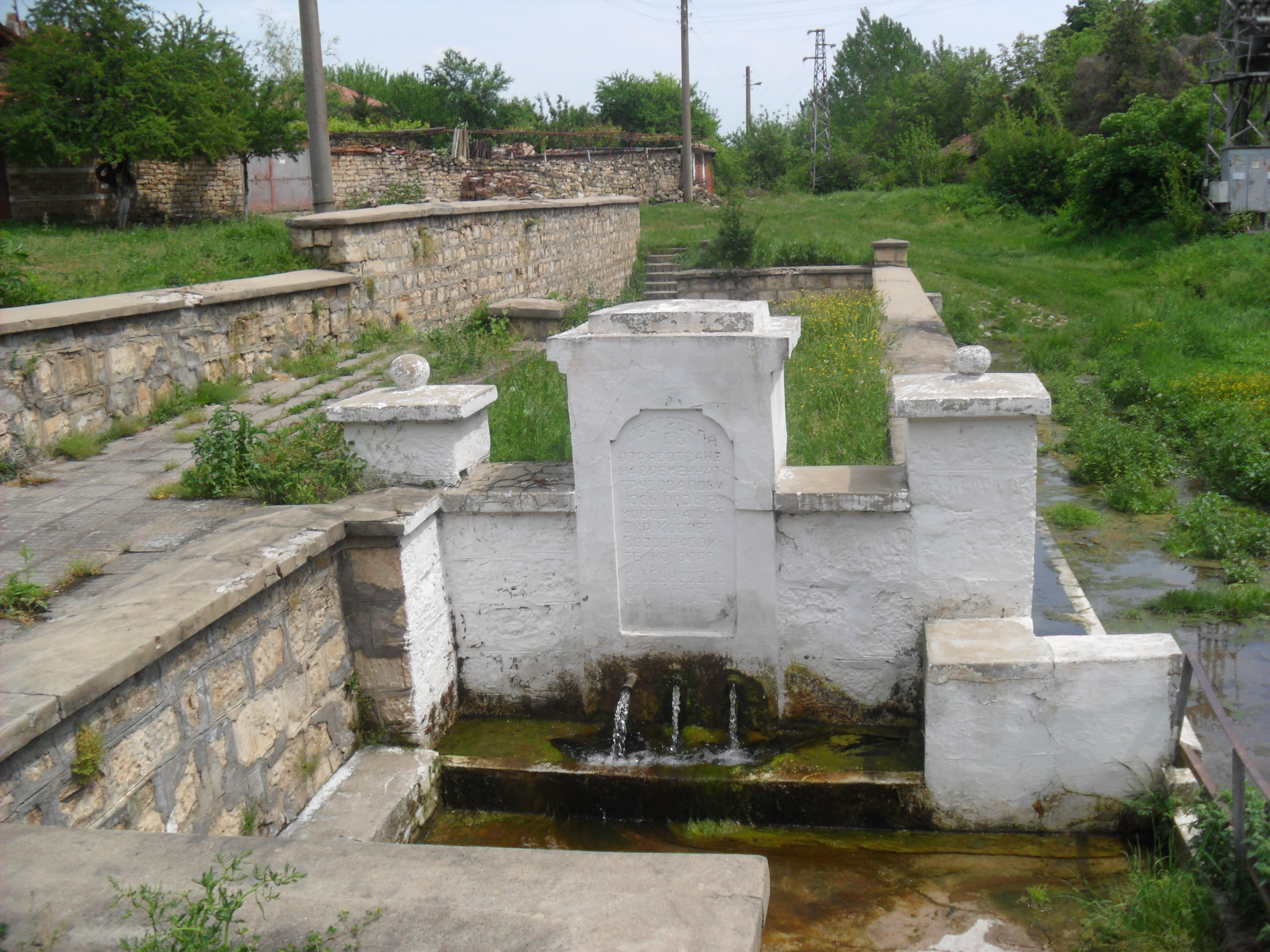
1936년 분수
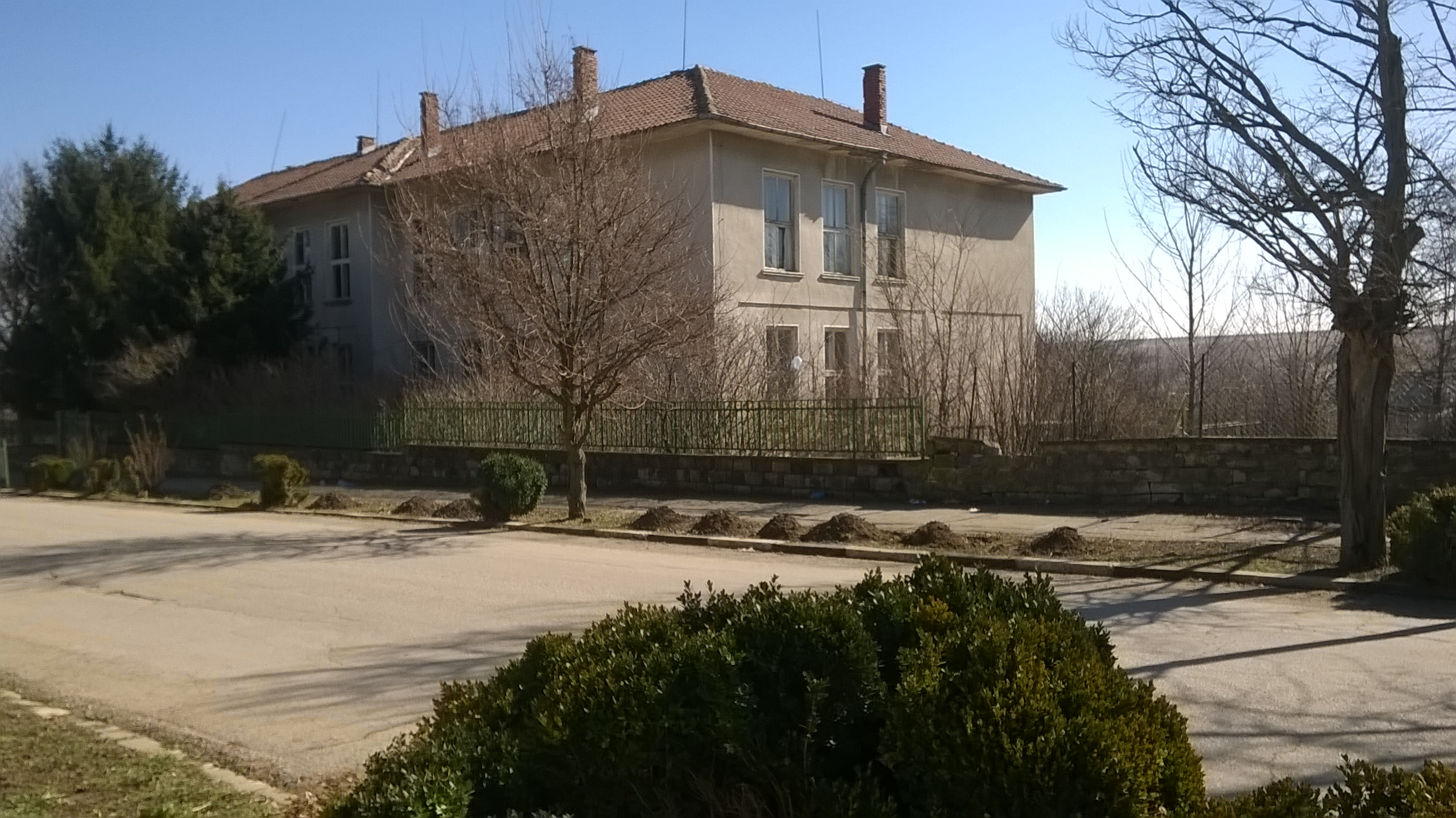
학교
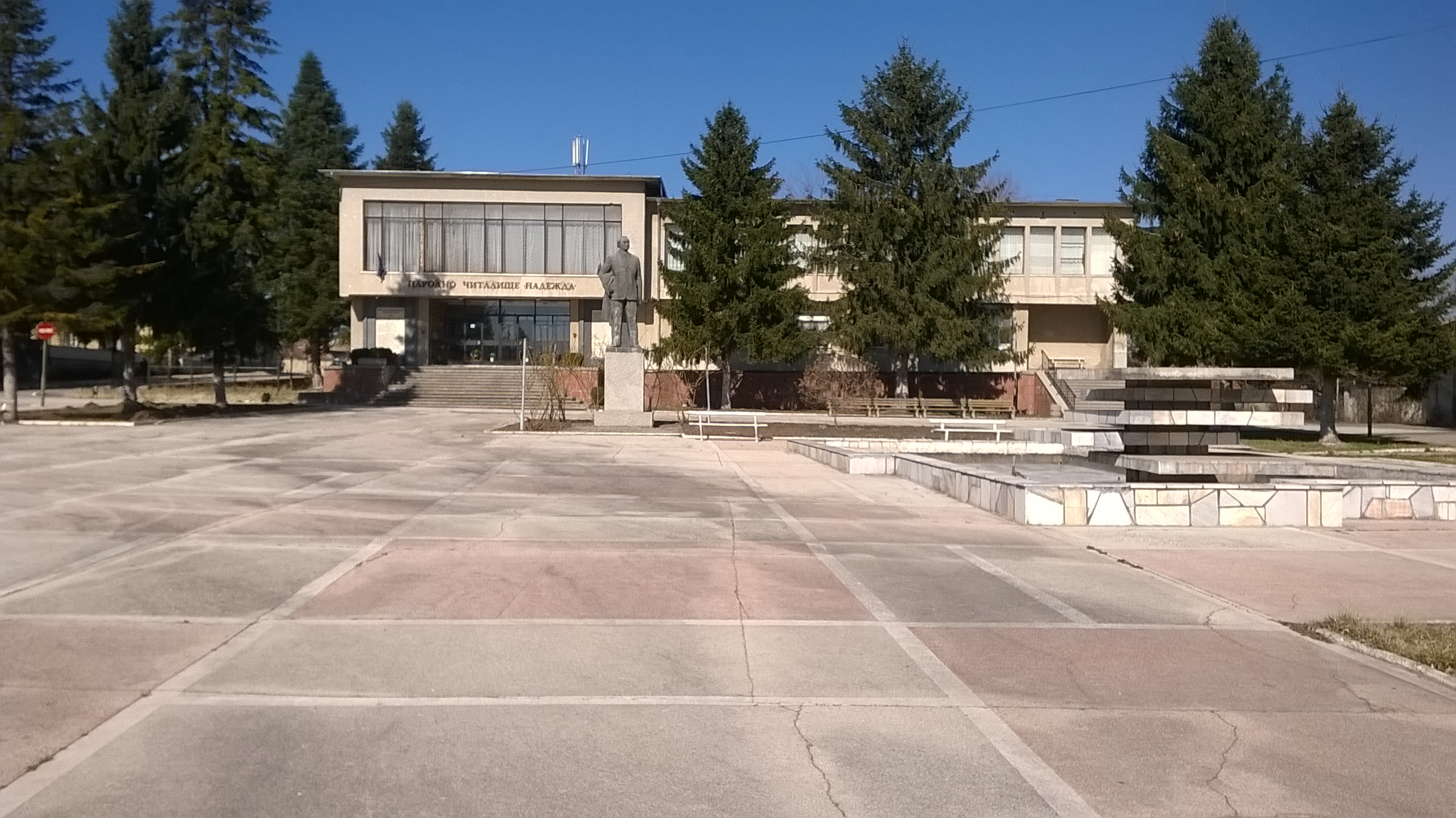
극장
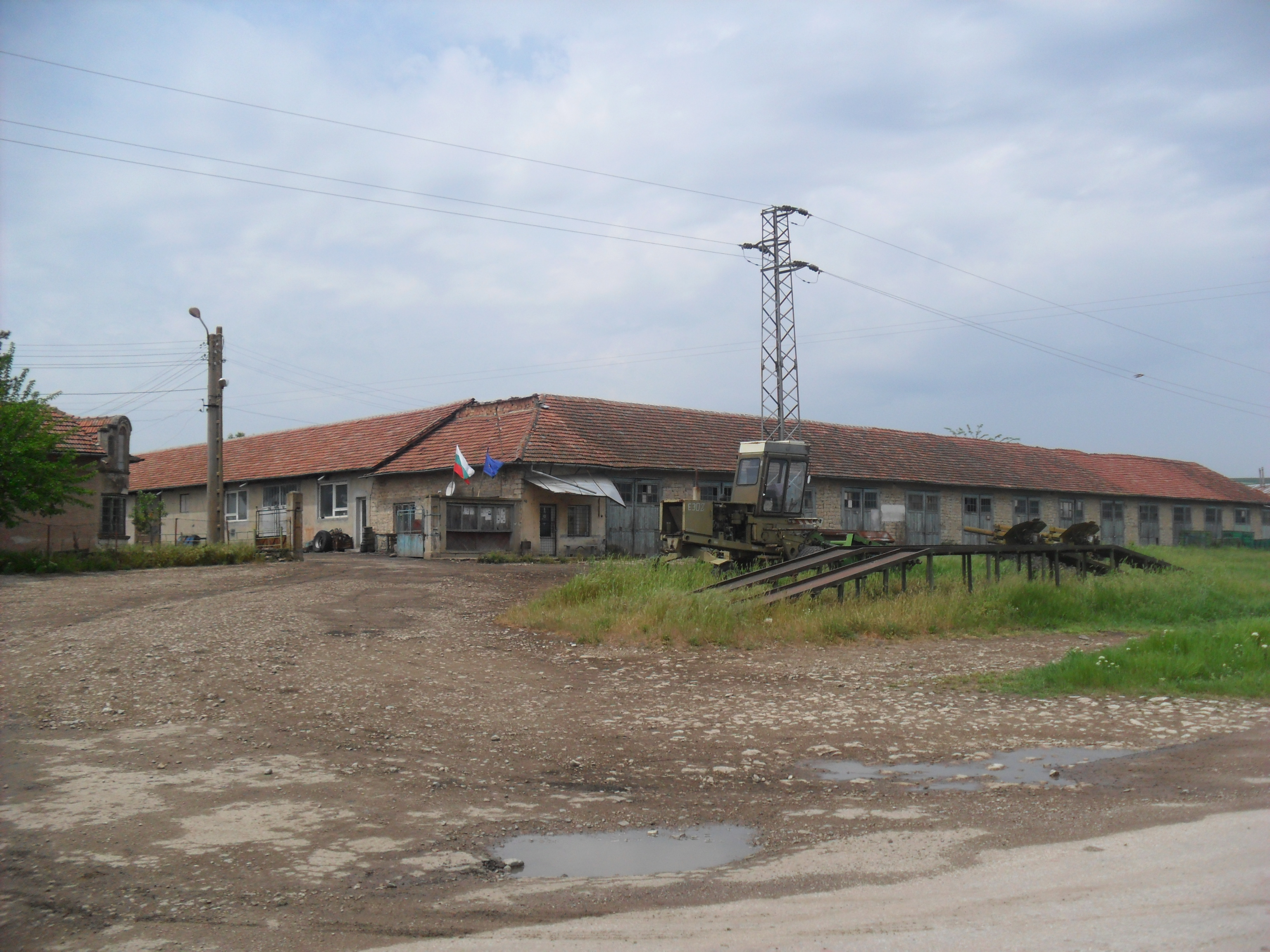
농업 협동 조합
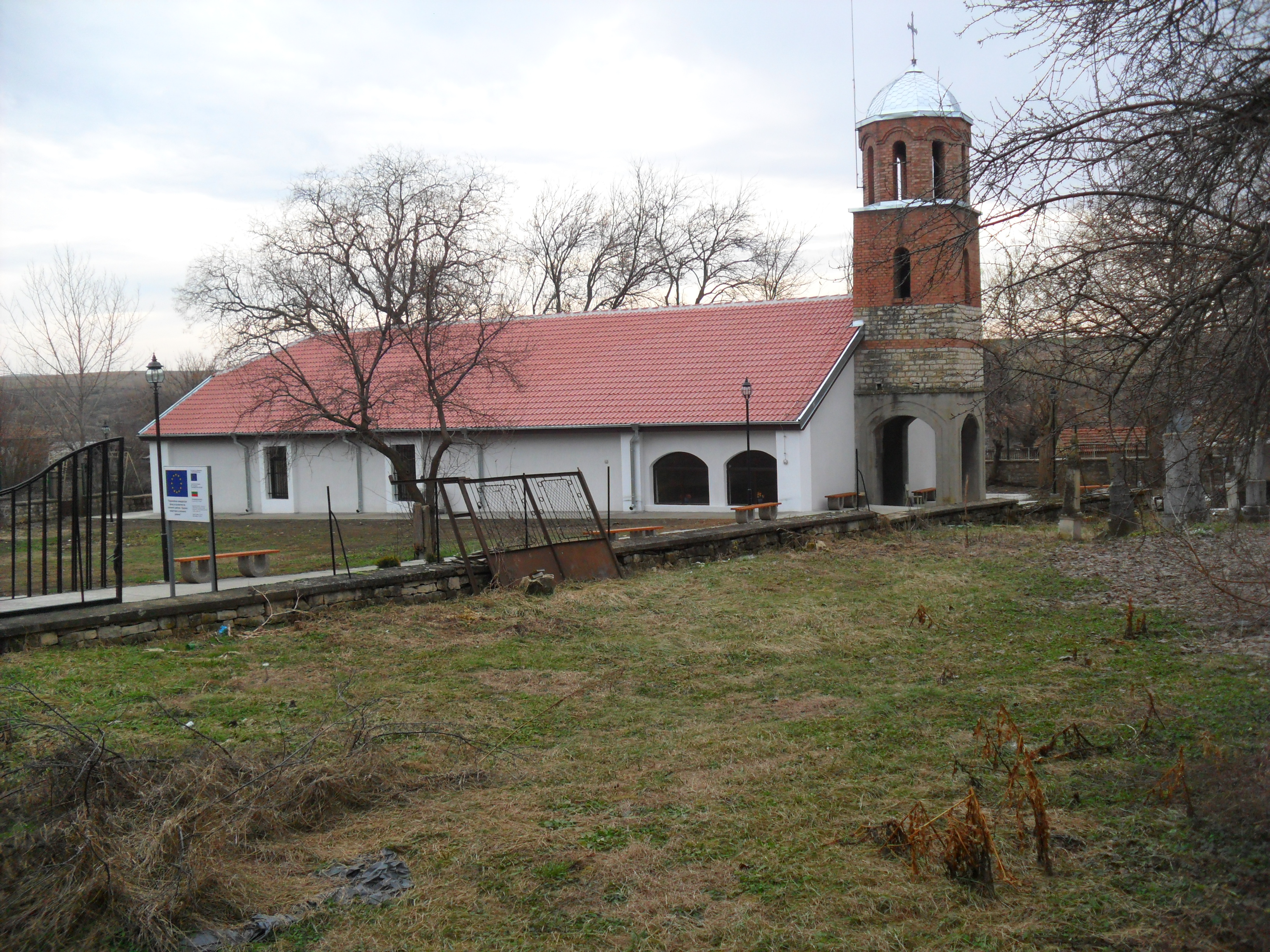
정교회